# Базарбаев, Умурбек
Умурбек Базарбаев (туркм. Ümürbek Bazarbaýew; 17 сентября 1981, село Ильялы, Этрап имени Гурбансолтан-эдже, Дашогузский велаят, Туркменистан) — туркменский тяжелоатлет. Мастер спорта международного класса по тяжелой атлетике.

## Биография
Умурбек Базарбаев родом из села Ильялы, Дашогузский велаята, Туркменистана. Начинал спортивную карьеру в ДЮСШ этрап имени Гурбансолтан-эдже Дашогузского велаята у своего первого тренера Мумина Реджепова, продолжил заниматься в столичной спортивной школе «Олимп». Последние годы тренируется в Национальном центре тяжелой атлетики у заслуженных тренеров Туркменистана Икрама Маткаримова и Артура Эмиряна.
В декабре 2015 года дисквалифицирован Международной федерацией тяжёлой атлетики за употребление запрещенного вещества местеролон. Срок дисквалификации истечет 10 декабря 2019 года.
Женат, имеет две дочки, старшая — Огулбике, младшая — Нязли.

## Достижения
Серебряный призёр первых Игр исламской солидарности-2005 в Медине и Чемпион мира-2004 среди студентов в городе Фредерик.
Лучший спортсмен Туркменистана 2011 года.

### Олимпийские игры
На Олимпиаде-2004 в Афинах, занял 8 место среди 20 участников весовой категории до 62 кг. На Олимпиаде-2012 в Лондоне спортсмен вошёл в шестерку сильнейших весовой категории до 62 кг в (под группе).

### Чемпионат мира
Вошёл в пятерку сильнейших на чемпионате мира-2007 в Чианг-Мае и на чемпионате мира-2011 в Париже.

### Чемпионат Азии
Бронзовый медалист чемпионатов Азии 2004 и 2008 года.

## Интервью
- Умурбек Базарбаев: «Буду готовиться к своей пятой Олимпиаде»